# Polismordet i Nyköping 1966
Polismordet i Nyköping 1966 inträffade i Nyköping den 29 juli 1966. Kriminalassistent Ragnar Sandahl sköts ner av två kpistbeväpnade män, i samband med att Sandahl och kollegan Lennart Mathiasson undersökte ett misslyckat inbrott i en sportaffär på Skjutsargatan 15 i centrala Nyköping. Sandahl avled 16 dagar senare.
Mördaren var Gunnar Norgren, medbrottslingen var Clark Olofsson. De båda undkom och jagades under flera veckor sommaren 1966 över hela landet, under tiden hann de dessutom med att göra en bankkupp.
Norgren greps den 16 augusti i en lägenhet på Utåkersgatan 4 i stadsdelen Kålltorp i Göteborg och erkände senare mordet. Lägenheten tillhörde en pojkvän till Olofssons syster. Norgren gav sig först sedan polisen skjutit flera skott genom dörren till lägenheten. 
Olofsson klarade sig genom att han gått ut på ett ärende och troligen fick syn på en stor folksamling utanför huset. Han lyckades hålla sig undan i några veckor, men greps till slut den 25 augusti vid ett dramatiskt tillslag i Grimmeredsskogen vid Västra Frölunda. Via telefonavlyssning fick polisen reda på att Olofsson och hans 20-åriga flickvän skulle träffas vid en särskild bergsklack i Grimmeredsskogen. Två poliser, Bertil Brosved och Ulf Högenberg, maskerade till orienterare, försökte gripa honom. Då ryckte Olofsson upp en pistol ur byxlinningen och avlossade två skott. Högenberg träffades i axeln av det ena.
Olofsson dömdes i tingsrätten till tio års internering, men hovrätten ändrade domen till åtta års fängelse. Norgren dömdes till tolv års internering, vilket var det strängaste straffet en svensk domstol kunde utdöma vid den tiden. I början av juli 1968 rymde Norgren från fängelset i Västervik. Efter rymningen attackerade han en konfronterande polisman allvarligt med en sax. Han kunde gripas drygt ett dygn senare och dömdes sedan till ytterligare tolv års internering.